# T-Pain
Faheem Rasheed Najm (n. 30 septembrie 1984, Tallahassee, Florida, SUA), cunoscut sub numele de scenă T-Pain, este un cântăreț, rapper, textier, și producător muzical american. Albumul său de debut, Rappa Ternt Sanga, a fost lansat în anul 2005. Al doilea său album, Epiphany, lansat în 2007, a fost numărul 1 în US Billboard 200.